# لوك روبرتس
لوك روبرتس (بالإنجليزية: Luke Roberts) مواليد 25 يناير 1977 في أديليد، هو دراج أسترالي في صنف سباق الدراجات على الطريق وعلى المضمار. شارك في دورة الألعاب الأولمبية الصيفية وفاز بميدالية أولمبية.

## الميداليات
| الميدالية | المسابقة                       |
| --------- | ------------------------------ |
| ذهبية     | الألعاب الأولمبية الصيفية 2004 |

## روابط خارجية
- لوك روبرتس على موقع الاتحاد الدولي للدراجات (الإنجليزية)
- لوك روبرتس على موقع أرشيف الدراجات (الإنجليزية)
- لوك روبرتس على موقع إحصائيات الدراجات الإحترافية (الإنجليزية)
- لوك روبرتس على موقع نسبة الدراجات (الإنجليزية)
- لوك روبرتس على موقع CycleBase (الإنجليزية)
- لوك روبرتس على موقع اللجنة الأولمبية الدولية (الإنجليزية)
- لوك روبرتس على موقع أوليمبيديا (الإنجليزية)
- لوك روبرتس على موقع اللجنة الأولمبية الأسترالية (الإنجليزية)